# Cozyptila blackwalli
Cozyptila blackwalli är en spindelart som först beskrevs av Simon 1875.  Cozyptila blackwalli ingår i släktet Cozyptila och familjen krabbspindlar. Inga underarter finns listade i Catalogue of Life.